# Thinobius pallidicornis
Thinobius pallidicornis är en skalbaggsart som beskrevs av Thomas Casey 1889. Thinobius pallidicornis ingår i släktet Thinobius och familjen kortvingar. Inga underarter finns listade i Catalogue of Life.